# Les Variations Goldberg
Pour les articles homonymes, voir Les Variations Goldberg (homonymie).
Les Variations Goldberg est le premier roman de Nancy Huston écrit directement en français et publié au Seuil en 1981.

## Résumé
Ce roman dépeint en 32 chapitres, autant que de morceaux contenus dans l'œuvre homonyme de Johann Sebastian Bach dont il est inspiré, une soirée estivale où sont conviés une trentaine d'amis de Liliane Kulainn qui écoutent son récital des Variations Goldberg jouées au clavecin. Chaque chapitre décrit successivement le point de vue des trente convives (et celui de Lilian Kulainn) sur cette soirée. En silence, car chacun écoute, mais en même temps pense. Les liens qui les unissent apparaissent progressivement de même qu'ils expliquent la personnalité de Liliane. Sa part d'altérité qui l'unit à eux.

## Analyse
Les Variations Goldberg reprend de manière évidente un passage important du roman La Nuit de la Saint-Jean (1935), l'un des dix romans de la Chronique des Pasquier de Georges Duhamel, dans lequel la famille Pasquier et quelques invités sont réunis un soir dans la nouvelle maison de Joseph Pasquier et écoutent Cécile, la sœur pianiste concertiste du clan, jouer au clavecin les Variations Goldberg de Bach. Georges Duhamel, sur une dizaine de pages va décrire tour à tour les sentiments, pensées, et émotions des treize convives tout comme Nancy Huston le fera dans son roman de manière plus développée.
Ce roman « fait ressortir non seulement la place qu’occupe la musique classique dans la culture occidentale, mais aussi la problématique de l’effacement du sujet devant ce qu’on nomme la “grande musique” ».

## Éditions
- Nancy Huston, Les Variations Goldberg, édité aux éditions du Seuil (1981) et réédité chez Actes Sud (1994) dans la collection Babel nº101  (ISBN 2742701826).

## Continuité musicale
- 2000 : Pérégrinations Goldberg, avec l'auteure, Freddy Eichelberger (clavecin) et Michel Godard (serpent), Livre et CD, Naïve Records